# 모두 다 쿵따리
《모두 다 쿵따리》는 2019년 7월 16일부터 2019년 11월 29일까지 방영된 MBC 일일드라마이다.

## 기획 의도
미국에 입양 후 처음 오게 된 고향 쿵따리 마을에 정착하게 되며 벌어지는 좌충우돌 유쾌한 시골 적응기를 그린 농촌 드라마

## 등장인물

### 주요 인물
- 박시은 : 송보미(케이트 송, 이보미) 역 - 38세, 미국으로 입양된 입양아, 프리랜서 사진작가
- 김호진 : 한수호 역 - 전직 뉴욕 증권사 직원, 허브농장 운영주, 보미의 조력자 → 남편
- 이보희 : 조순자(하나코) 역 (아역 이세희) - 57세, 미게임의 대주주, 32년 전 보미를 유기한 여자
- 강석정 : 문장수 역 - 미게임 게임개발 CTO, 보미의 전 남친, 나비의 남편
- 서혜진 : 이나비(최나비) 역 - 33세, 순자와 국환의 딸, 장수의 아내, 미게임 홍보이사

### 송보미의 주변 인물
- 최지원 : 송다순 역 - 14세, 하남의 딸, 소녀가장
- 김태율 : 송다식 역 - 10세, 하남의 아들
- 서성광 : 송하남 역 - 40세, 다순과 다식 남매의 부친, 순자의 심복
- 장유 : 송장구 역 - 79세, 하남의 아버지, 전직 세중운수 업주, 치매 노인

### 한수호의 관련 인물
- 명지연 : 진미은 역 - 쿵따리 보건지소장, 메디컬 허벌리스트
- 고비주 : 한아름 역 - 8세, 수호의 딸

### 조순자의 관련 인물
- 박혜진 : 서우선 역 - 83세, 순자의 시어머니, 보미의 친할머니, 전직 사채업주
- 최수린 : 조복자 역 - 50세, 순자의 동생
- 박찬국 : 남상한 역 - 51세, 복자의 남편, 주식투자자
- 김해원 : 남다운 역 - 24세, 복자와 상한의 아들, 전직 프로게이머, 보미의 숨은 조력자
- 정우혁 : 제이슨 리(이자성) 역 - 사설 탐정, 전직 강력계 형사, 순자의 심복
- 신신애 : 홍자야 역 - 순자의 오른팔이자 발레 시스터즈의 주요 멤버
- 최재호 : 장국환(최연기) 역 - 60세, 전직 세중운수 직원(기사), 일명 장충동 삼촌, 순자의 전 내연남이자 나비의 친아버지

### 쿵따리 사람들
- 김난희 : 신애 (동춘 엄마) 역 - 전직 트로트 가수, 미혼모 → 중섭의 후처
- 정규수 : 고중섭 역 - 60대, 이장, 전직 학교 교감
- 최낙권 : 쿵따리 주민 역
- 송비묵 : 쿵따리 주민 역
- 김경미 : 쿵따리 주민 역
- 최정순 : 쿵따리 주민 역
- 김나인 : 쿵따리 주민 역

### 그 외 인물
- 이세희 : 젊은 조순자 역
- 김정수 : 지 여사 역 - 순자의 발레 시스터즈의 주요 멤버
- John D. Michaels : 미국 경찰 역
- 박신운 : 김신운 역 - 미게임 대리
- 윤교야 : 윤 대리 역 - 미게임 대리
- 조기태 : 의사 역

### 우정출연
- 김승환 : 중섭의 친척 역 (9회)
- 정성모 : 조 실장 역 - 우선의 심복 (11회)
- 최대철 : 젊은 장국환(최연기) 역 (9 - 12회)
- 김혜선 : 다방 여자 역 (19회)
- 김경진 : 휴대폰 가게 주인 역 (19회)
- 이상숙 : 보미의 생모 역 - 우선네 전 가사도우미 (27회, 39회)
- 이화선 : 최면 전문의 역 - 보미의 기억을 찾게 돕는 의사 (58, 59회)
- 원기준 : 임동준 역 - TV에서 김치 싸대기를 맞는 사위 (32회)

## 시청률
최저 시청률과 최고 시청률은 시청률 조사회사와 지역별로 시청률에 차이가 있을 수 있습니다.
| 제1회       | 7월 16일    | 3.9% |
| 제2회       | 7월 17일    | 3.7% |
| 제3회       | 7월 18일    | 3.3% |
| 제4회       | 7월 19일    | 4.0% |
| 제5회       | 7월 22일    | 3.7% |
| 제6회       | 7월 23일    | 3.2% |
| 제7회       | 7월 24일    | 3.4% |
| 제8회       | 7월 25일    | 4.1% |
| 제9회       | 7월 26일    | 4.1% |
| 제10회      | 7월 29일    | 3.6% |
| 제11회      | 7월 30일    | 4.2% |
| 제12회      | 7월 31일    | 4.0% |
| 제13회      | 8월 1일     | 3.6% |
| 제14회      | 8월 2일     | 3.8% |
| 제15회      | 8월 5일     | 3.6% |
| 제16회      | 8월 6일     | 3.6% |
| 제17회      | 8월 7일     | 3.7% |
| 제18회      | 8월 8일     | 3.7% |
| 제19회      | 8월 9일     | 3.7% |
| 제20회      | 8월 12일    | 3.3% |
| 제21회      | 8월 13일    | 3.6% |
| 제22회      | 8월 14일    | 3.4% |
| 제23회      | 8월 15일    | 2.9% |
| 제24회      | 8월 16일    | 3.3% |
| 제25회      | 8월 19일    | 3.2% |
| 제26회      | 8월 20일    | 3.6% |
| 제27회      | 8월 21일    | 3.5% |
| 제28회      | 8월 22일    | 4.1% |
| 제29회      | 8월 23일    | 3.3% |
| 제30회      | 8월 26일    | 3.5% |
| 제31회      | 8월 27일    | 3.6% |
| 제32회      | 8월 28일    | 3.7% |
| 제33회      | 8월 29일    | 3.9% |
| 제34회      | 8월 30일    | 3.7% |
| 제35회      | 9월 2일     | 3.6% |
| 제36회      | 9월 3일     | 3.7% |
| 제37회      | 9월 4일     | 4.3% |
| 제38회      | 9월 5일     | 4.1% |
| 제39회      | 9월 6일     | 4.2% |
| 제40회      | 9월 9일     | 3.9% |
| 제41회      | 9월 10일    | 3.9% |
| 제42회      | 9월 11일    | 3.5% |
| 제43회      | 9월 12일    | 2.5% |
| 제44회      | 9월 13일    | 1.6% |
| 제45회      | 9월 16일    | 4.2% |
| 제46회      | 9월 17일    | 3.9% |
| 제47회      | 9월 18일    | 3.8% |
| 제48회      | 9월 19일    | 3.3% |
| 제49회      | 9월 20일    | 3.8% |
| 제50회      | 9월 23일    | 3.6% |
| 제51회      | 9월 24일    | 3.7% |
| 제52회      | 9월 25일    | 4.0% |
| 제53회      | 9월 26일    | 3.9% |
| 제54회      | 9월 27일    | 4.4% |
| 제55회      | 9월 30일    | 3.9% |
| 제56회      | 10월 1일    | 4.3% |
| 제57회      | 10월 2일    | 4.5% |
| 제58회      | 10월 3일    | 4.5% |
| 제59회      | 10월 4일    | 4.5% |
| 제60회      | 10월 7일    | 3.9% |
| 제61회      | 10월 8일    | 3.7% |
| 제62회      | 10월 9일    | 3.7% |
| 제63회      | 10월 10일   | 3.8% |
| 제64회      | 10월 11일   | 4.4% |
| 제65회      | 10월 14일   | 3.8% |
| 제66회      | 10월 15일   | 4.0% |
| 제67회      | 10월 16일   | 3.8% |
| 제68회      | 10월 17일   | 4.3% |
| 제69회      | 10월 18일   | 4.3% |
| 제70회      | 10월 21일   | 4.1% |
| 제71회      | 10월 22일   | 4.4% |
| 제72회      | 10월 23일   | 4.2% |
| 제73회      | 10월 24일   | 4.6% |
| 제74회      | 10월 25일   | 4.3% |
| 제75회      | 10월 28일   | 4.6% |
| 제76회      | 10월 29일   | 4.6% |
| 제77회      | 10월 30일   | 4.4% |
| 제78회      | 10월 31일   | 4.8% |
| 제79회      | 11월 1일    | 3.8% |
| 제80회      | 11월 4일    | 4.1% |
| 제81회      | 11월 5일    | 4.1% |
| 제82회      | 11월 6일    | 4.5% |
| 제83회      | 11월 7일    | 4.4% |
| 제84회      | 11월 8일    | 4.7% |
| 제85회      | 11월 12일   | 4.4% |
| 제86회      | 11월 13일   | 4.9% |
| 제87회      | 11월 14일   | 4.7% |
| 제88회      | 11월 15일   | 4.3% |
| 제89회      | 11월 18일   | 4.3% |
| 제90회      | 11월 19일   | 4.9% |
| 제91회      | 11월 20일   | 4.4% |
| 제92회      | 11월 21일   | 4.9% |
| 제93회      | 11월 22일   | 4.9% |
| 제94회      | 11월 25일   | 4.9% |
| 제95회      | 11월 26일   | 4.6% |
| 제96회      | 11월 27일   | 4.7% |
| 제97회      | 11월 28일   | 4.5% |
| 제98회      | 11월 29일   | 5.1% |
| 제99회      | 11월 29일   | 3.9% |
| 평균 시청률 | 평균 시청률 | 4.0% |

## 경쟁 프로그램
- SBS 아침연속극

《수상한 장모》 (2019년 5월 20일 ~ 2019년 11월 8일)
《맛 좀 보실래요》 (2019년 11월 12일 ~ 2020년 5월 1일)

## 결방 사유 및 편성 변경 및 연속 방송 및 조기 종영
- 2019년 7월 15일 아침 7시 50분에 첫방송될 예정이었지만, 《2019 메이저리그 - 류현진 선발경기, LA다저스 VS 보스턴 레드삭스》 중계방송으로 인하여 7월 16일 아침 7시 50분 첫방송일로 변경되었다.
- 2019년 11월 11일 : 《2019년 FIFA U-17 월드컵 8강전 대한민국 VS 멕시코》 중계방송으로 인한 결방.
- 2019년 11월 29일 : 아침 7시 50분부터 2회 연속방송. (98회, 99회)
- 당초 2019년 12월 27일까지 방영할 예정이었으나, 저조한 시청률로 인하여 120부작에서 21회 축소되어 99부작으로 조기종영되었다.[2]

## 같이 보기
- 대한민국의 텔레비전 드라마 목록 (ㅁ)
- 2019년 대한민국의 텔레비전 드라마 목록